# Andrea Bernasconi
Andrea Bernasconi (Marsella, 1706 – Múnic, 24 de gener de 1784) va ser un compositor italià que desenvolupà la seva obra a mitjan segle xviii, pertanyent per tant al període del barroc tardà de la història de la música.

## Biografia
Possiblement va néixer a Marsella el 1706. El seu pare, d'origen italià i oficial de la marina francesa, en abandonar el servei actiu es va establir a Parma, on Andrea va rebre la seva primera formació musical.
Entre 1744 i 1756 va ser mestre de capella en l'Ospedale della Pietà de Venècia. El 1747 va contreure matrimoni, a Parma, amb Maria Josepha Wagele (1722-1762), que ja tenia una filla d'un matrimoni anterior: Antonia. Bernasconi va impartir classes de música a la seva fillastra i la va impulsar a iniciar una carrera en el món de la lírica, on arribaria a ser una famosa soprano.
L'1 d'agost de 1753, a Múnic, va ser nomenat Vice-Kapellmeister de la cort del Príncep Elector de Baviera Maximilià III. Quan el 7 de setembre de 1755 va morir el Kapellmeister titular, Giovanni Porta, Bernasconi es va fer càrrec de la capella palatina, lloc que ocuparia fins a la seva mort el 1784.